# Lithostege gigantea
Lithostege gigantea là một loài bướm đêm trong họ Geometridae.